# Piattaforma petrolifera

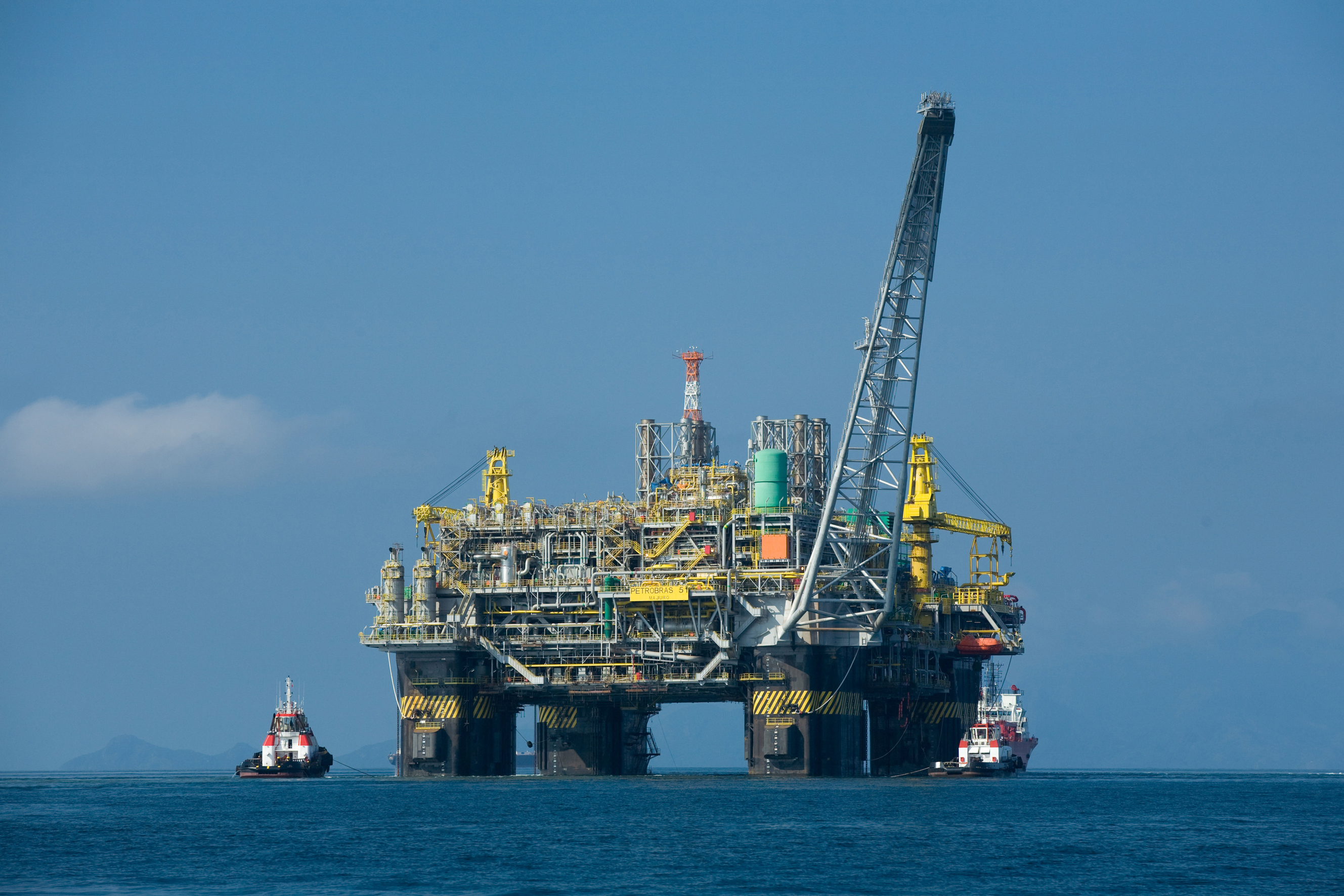
Piattaforma P-51 (Brasile).

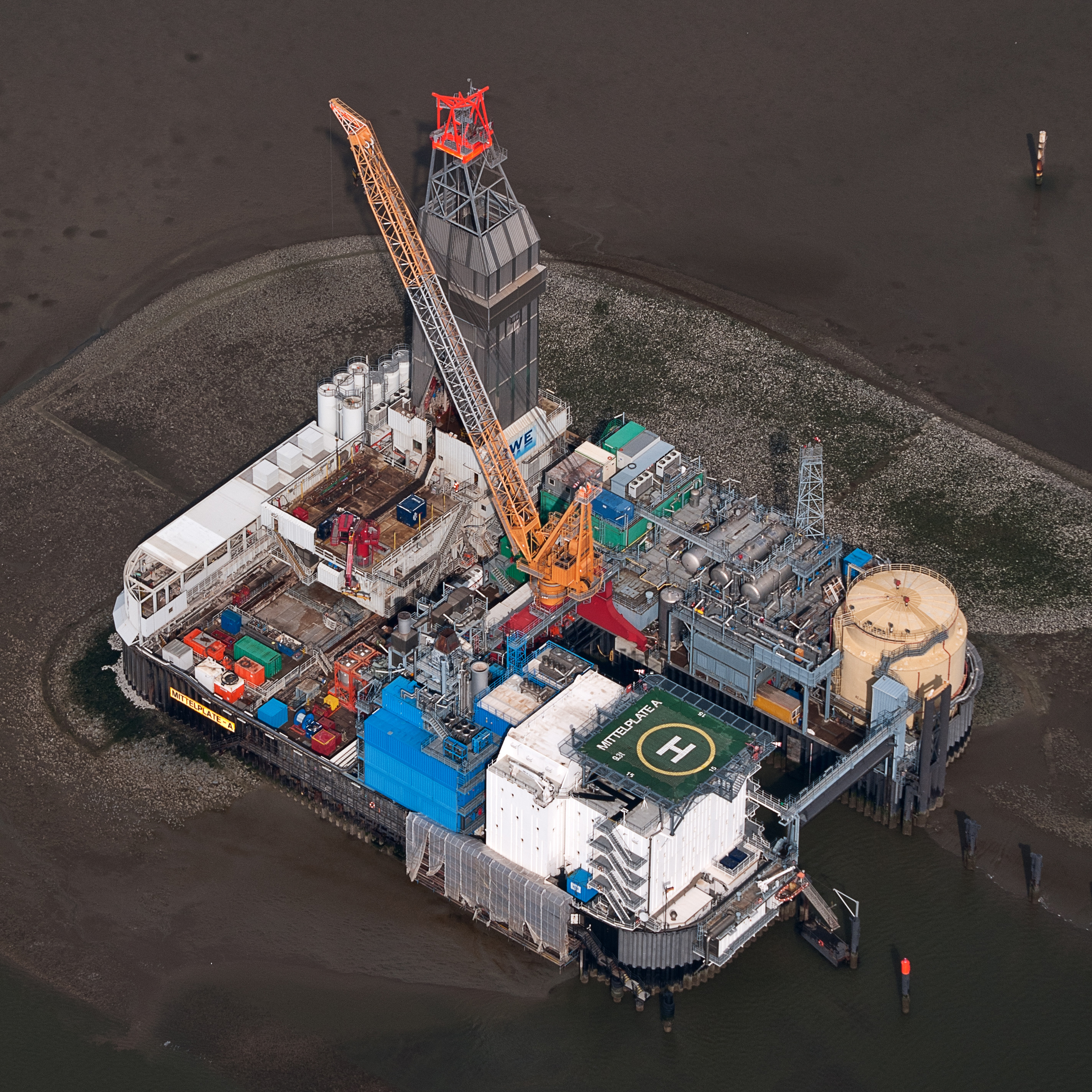
Vista aerea della piattaforma petrolifera di Mittelplate, il principale giacimento petrolifero tedesco.

Una piattaforma petrolifera è un'imponente struttura utilizzata per l'esplorazione di aree marine in cui sono locati potenziali giacimenti di idrocarburi. Allo stesso tempo, le piattaforme vengono utilizzate anche per la perforazione di pozzi petroliferi, nel caso sia stata provata l'esistenza del giacimento. Una volta terminato il pozzo, la piattaforma può essere usata per estrarre idrocarburi dallo stesso, oppure può essere spostata in un'altra località per eseguire una nuova perforazione.

## Tipi di piattaforme petrolifere
Esse sono classificate essenzialmente in due macrocategorie:
- piattaforme di perforazione
- piattaforme di produzione.

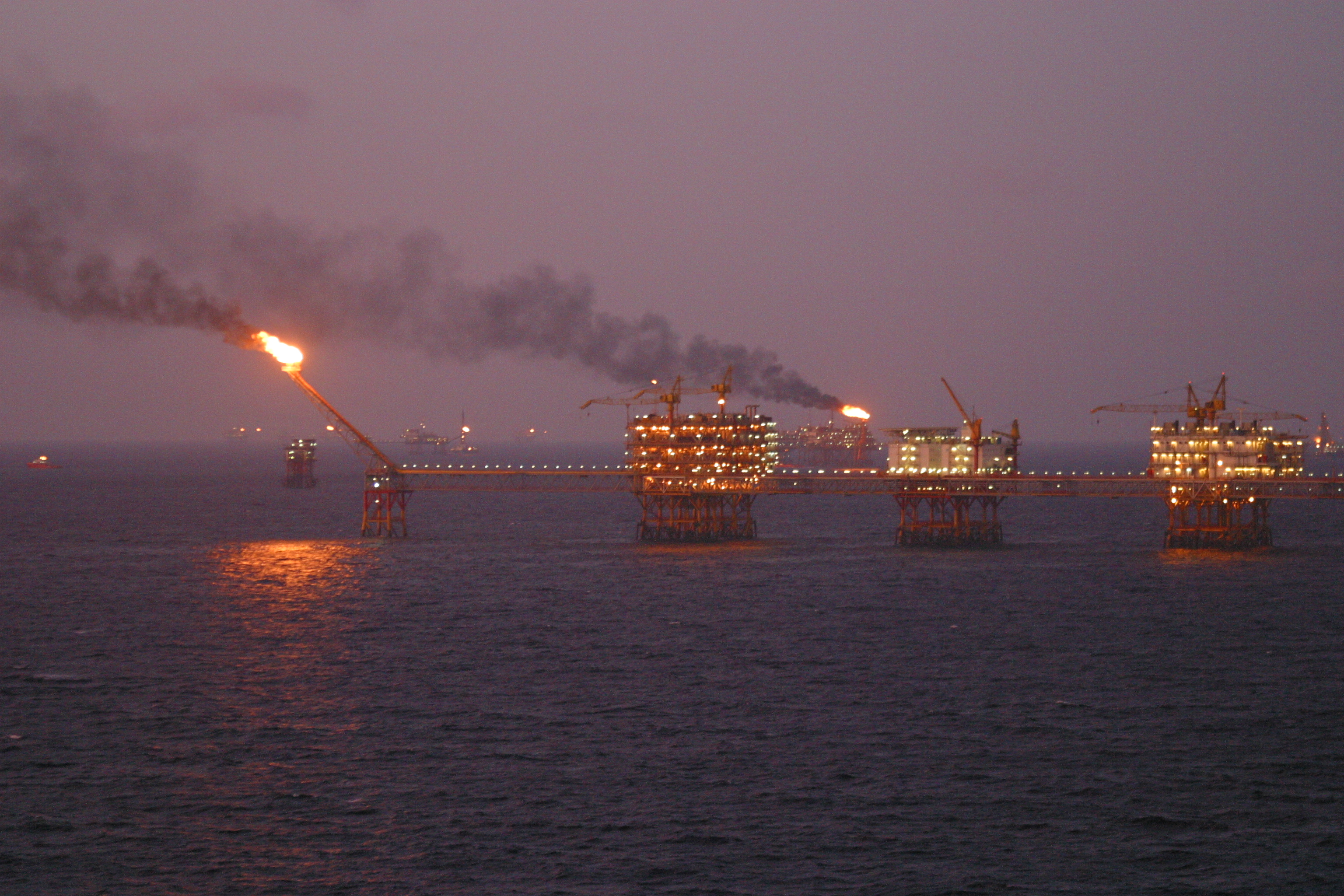
Piattaforme petrolifere. Questi impianti lavorano 24 ore su 24 per 365 giorni all'anno senza mai fermarsi, salvo emergenze o calamità come gli uragani

Entrambe le categorie condividono alcune strutture:
- Eliporto, costituito da una piattaforma dedicata all'atterraggio di elicotteri spesso avente forma circolare o ottagonale e sovente costruita in modo da essere distaccata dal corpo dell'impianto per ragioni di sicurezza e ad esso collegata tramite piloni metallici. Ciò garantisce una maggior distanza delle componenti d'ingombro aereo dal luogo di atterraggio e riduce le possibilità di propagazione di eventuali incendio dall'elicottero all'impianto (per esempio nel caso di caduta, incidente o guasto grave con fiamme libere)
- Dotazione di speciali battelli di evacuazione del personale dall'impianto in caso di emergenza
- Una o più gru per il carico a bordo e lo scarico di materiali da parte delle navi di supporto alla piattaforma
- Gruppi elettrogeni per la produzione dell'energia elettrica necessaria
- Alloggi per il personale, con sala mensa, cucina e sala ricreativa
- Torre di perforazione: sempre presente nelle piattaforme di perforazione, può essere assente nelle piattaforme di produzione qualora siano posizionate in un campo in cui i pozzi siano stati perforati precedentemente oppure possono essere rimosse qualora lo sviluppo del campo sia stato completato e non si prospettino altre occasioni di loro utilizzo. In grossi impianti possono coesistere due torri, in modo da permettere la perforazione in simultanea di due pozzi, riducendo in tal modo i tempi di sviluppo del campo e permettendo sia un più veloce ROI e sia di completare in tempi relativamente brevi la perforazione dei pozzi previsti in aree estreme come le aree periglaciali dove le condizioni meteorologiche obbligano a osservare periodi di inattività perforativa.
- Blowout preventer, solitamente abbreviati BOP, per prevenire eventuali eruzioni del pozzo su cui si opera.

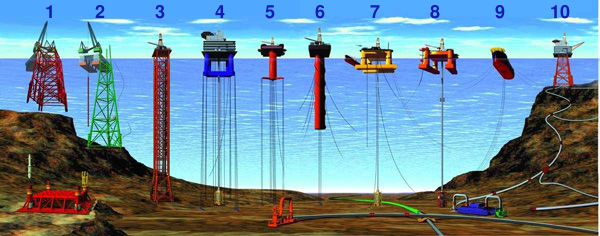
Tipi di piattaforme: 1, 2) Piattaforme fisse convenzionali; 3) Compliant tower 4, 5)Tension-leg platform; 6) Spar; 7, 8) Piattaforma semi-sommergibile; 9) impianto galleggiante di produzione, stoccaggio e scarico; 10) Impianto completamente sottomarino e collegato alla struttura su terra ferma.

## Piattaforme di perforazione
Sono degli impianti polivalenti. Hanno un utilizzo diversificato nonostante siano state concepite essenzialmente per la perforazione di pozzi petroliferi. In realtà queste piattaforme potrebbero anche essere usate per produrre idrocarburi una volta che il pozzo è stato completato. Di norma, per quanto grandi, hanno dimensioni inferiori alle piattaforme di produzione e soprattutto quelle di nuova concezione sono in grado di muoversi in modo autonomo o quasi, mentre le piattaforme di produzione no. Per questo motivo sono considerate dei natanti in quanto munite di motori il cui compito principale non è provvedere allo spostamento del mezzo, ma anzi quello di tenerlo il più possibile fermo sulla verticale del pozzo da perforare.

### Classificazione delle piattaforme di perforazione

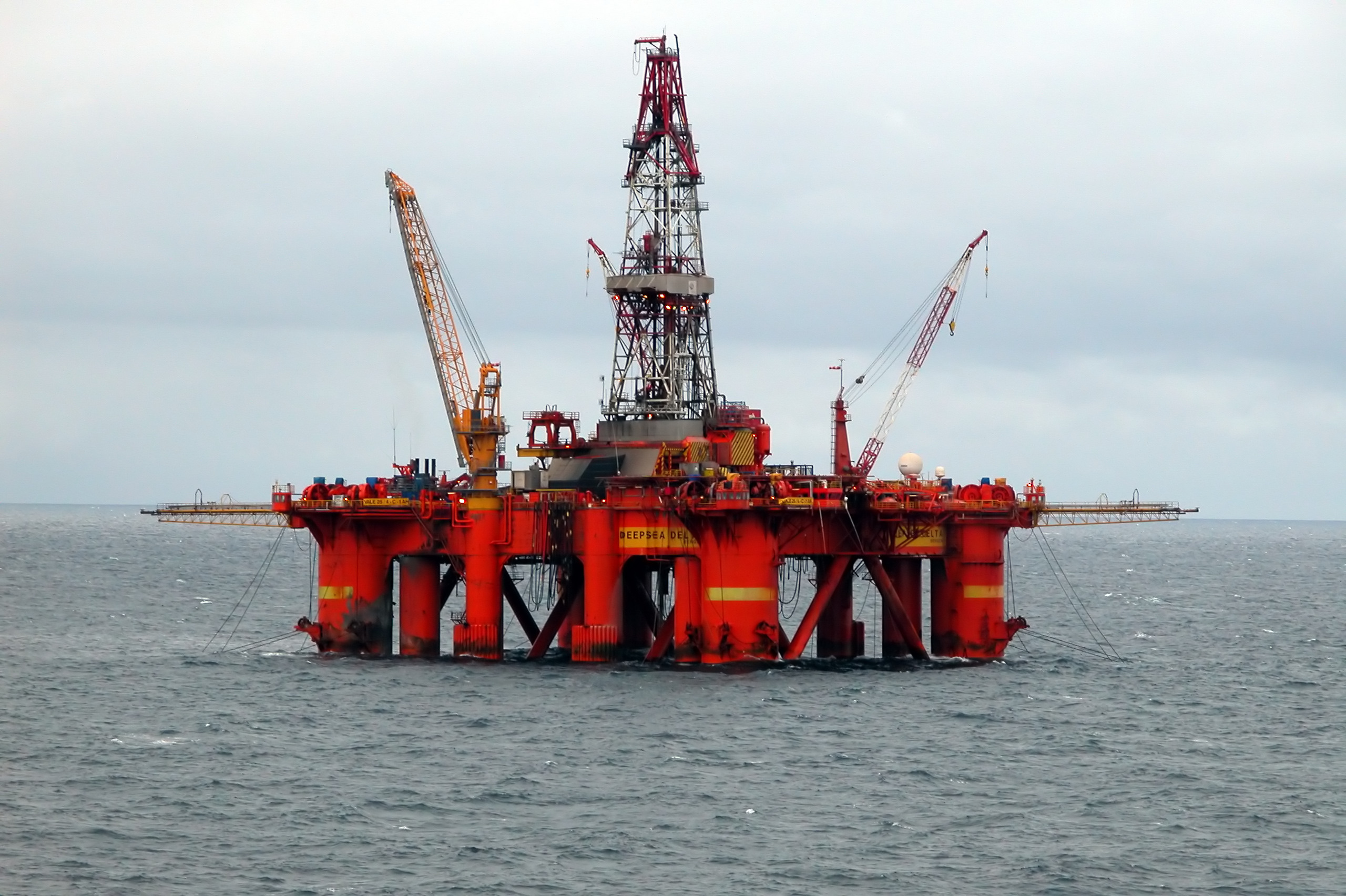
Una piattaforma di perforazione semisommergibile, nel mare del Nord

Oggi giorno è molto difficile trovare nuovi impianti di perforazione fissi. Ciò è dovuto al fatto che la ricerca degli idrocarburi si sposta sempre più verso gli alti fondali dove sarebbe molto complesso e costoso riuscire a realizzare strutture fisse. Perciò ormai tutti gli impianti di perforazione sono in grado di spostarsi. Essi sono divisi in jackup e semisub (semisommergibili).

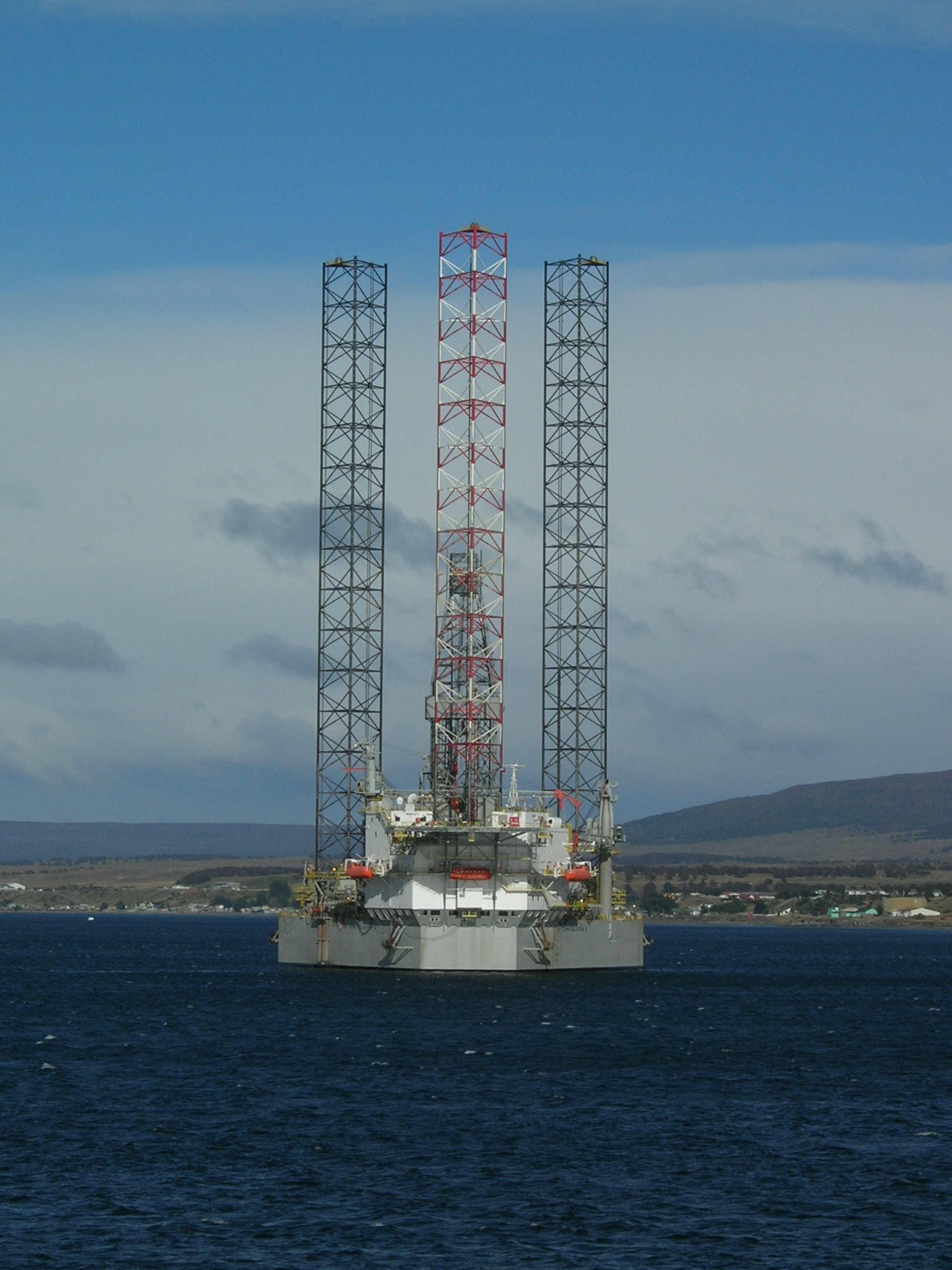
Un jackup, con lo scafo che galleggia sull'acqua, prima di sollevarlo alla quota operativa. Si notino i tre tralicci di sostegno

I jack-up sono strutture semimovibili ampiamente utilizzate per la perforazione in aree marine con scarsa profondità delle acque. Sono composte principalmente da uno scafo (hull) sorretto da gambe, quasi sempre in numero di tre. Per spostare il jack-up da un punto all'altro le gambe vengono retratte. Durante i trasferimenti i jackup galleggiano sul proprio scafo tenendo le gambe sollevate. Il jackup può essere trainato da rimorchiatori, di solito tre, o essere auto movibile. Una volta posizionato sulla verticale del fondale marino in cui iniziare la perforazione del pozzo, le gambe scorrono verso il fondo attraverso lo scafo e vengono affondate nel fondale marino. A questo punto le gambe sono vincolate e lo scafo può scorrere lungo esse risalendo al di sopra del livello della superficie marina. Lo scafo viene sollevato fino ad un'altezza tale da garantire che eventuali onde di tempesta non vadano ad impattare su di esso. 

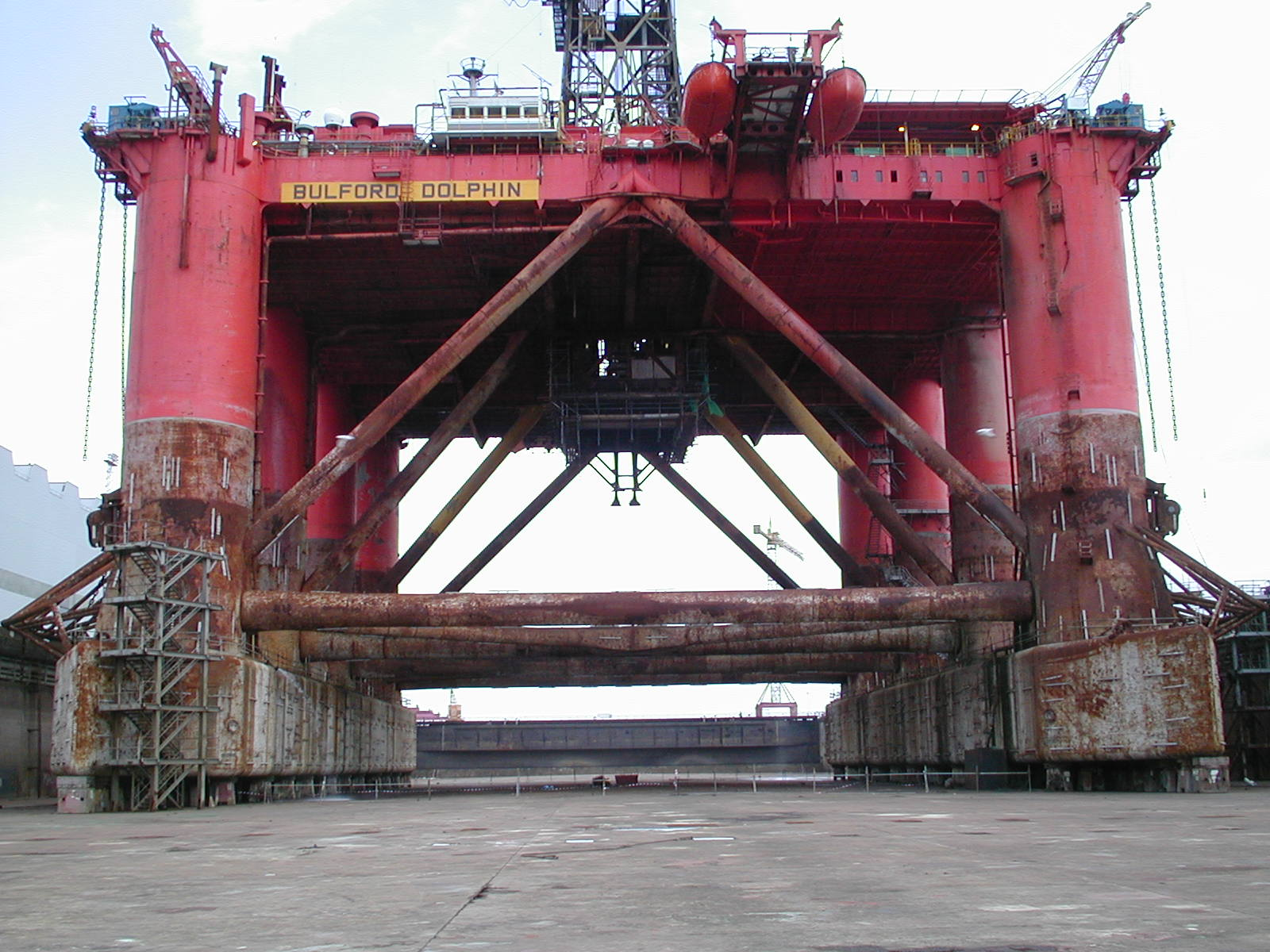
Un semisommergibile in un bacino secco

I semisommergibili sono considerati a tutti gli effetti dei natanti, infatti sono detti mezzi flottanti proprio per la loro capacità di galleggiare e navigare abbastanza agevolmente. Dalla metà degli anni ottanta in poi i semisub sono stati costruiti come dei catamarani. Queste piattaforme sono anch'esse realizzate con un piano che ospita tutte le attrezzature di perforazione installato su colonne che a loro volta poggiano su degli scafi sommersi, permettendo il galleggiamento. Sono più grandi dei jack-up e possono lavorare in fondali molto più profondi, attualmente fino a circa 3000 metri, contro i 150-200 metri di massima profondità dei jack-up. Questi mezzi sono muniti di eliche alimentate da motori elettrici. Questi apparecchi sono definiti "thruster", ossia generatori di spinta, e servono a mantenere dinamicamente il natante in posizione contrastando le correnti marine e i venti di superficie. Tutti i semisub sono muniti di eliche, però non tutti possono utilizzarle in questo modo. Infatti con i thruster il mezzo può operare in posizionamento dinamico e riuscire a rimanere perfettamente sulla verticale del pozzo senza l'ausilio di ancore. I semisub più vecchi usavano queste eliche solo per rendere più veloci i trasferimenti e dunque la forza dei thrusters, sommata a quella dei rimorchiatori, rendeva le tratte più rapide. Oggigiorno le eliche hanno il compito principale di tenere fermo il mezzo e funzionare come propulsori ausiliari oppure autonomi nel caso non ci si sposti con i rimorchiatori. Ad ogni modo il mezzo quando perfora è sempre ancorato. Le ancore possono essere otto o nove in funzione della forma dell'impianto che, visto dall'alto, può avere una forma triangolare ed avere tre ancore per spigolo, oppure quadrata o rettangolare ed avere 2 ancore per spigolo. La piattaforma è progettata in modo che se una delle ancore dovesse cedere le altre riescano comunque a mantenerla in postazione. In funzione della massima profondità d'acqua in cui possono operare e in base al tipo di eliche, i semisub vengono classificati in generazioni. Attualmente si è arrivati alla sesta generazione, si tratta di piattaforme autopropulse in grado di lavorare in posizionamento dinamico e a una profondità di circa 3000 metri, se non maggiore.

## Piattaforme di produzione

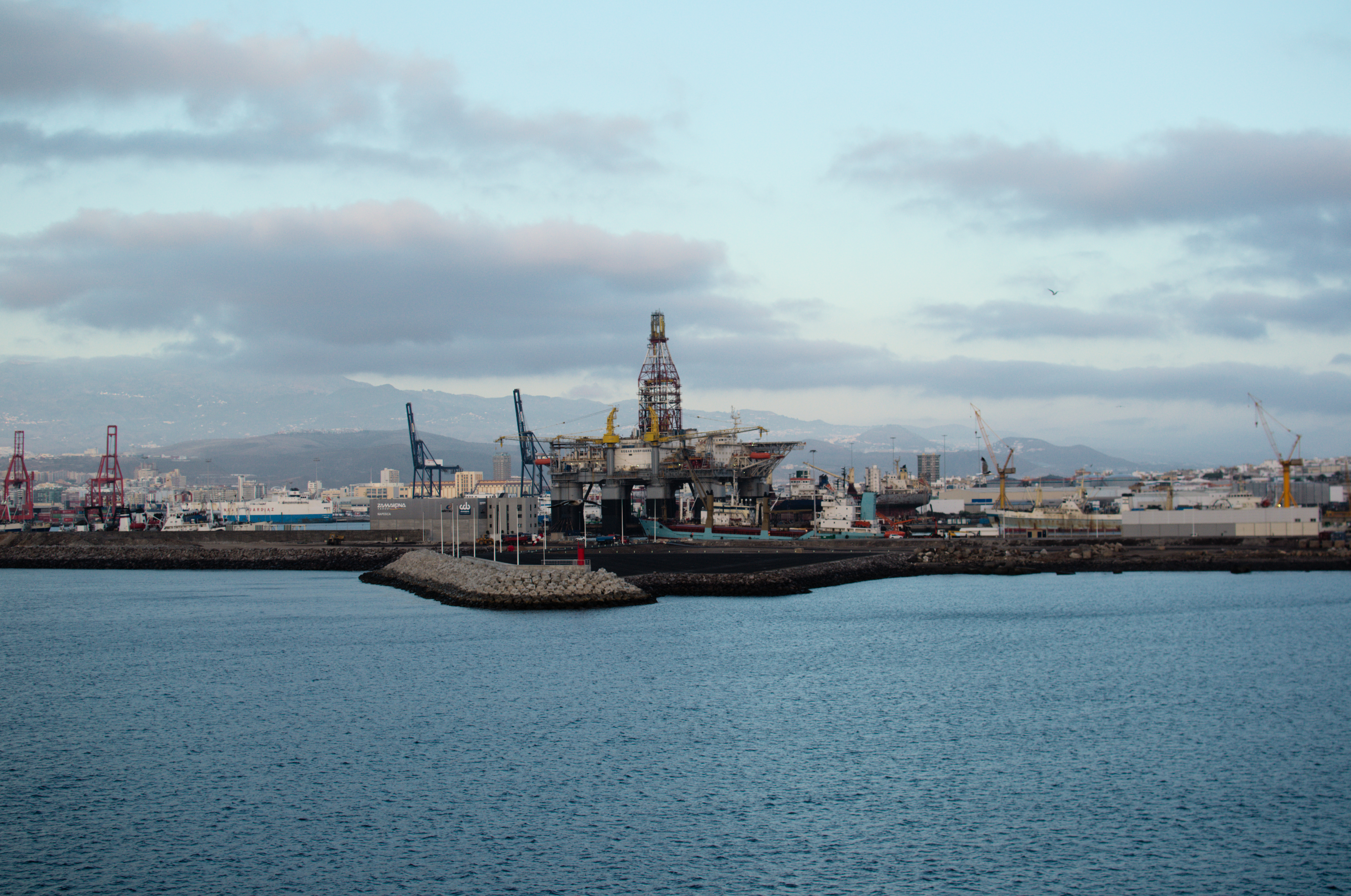
Veduta del porto di Las Palmas dal molo de La Esfinge

Sono impianti decisamente imponenti, costruiti o assemblati nei pressi del pozzo da mettere in produzione. Esse sono solidali al fondale marino in quanto fissate allo stesso per mezzo di pali e fondazioni di notevoli dimensioni che garantiscono un grado di vincolo molto elevato. Questo permette alle piattaforme di produzione di resistere e non collassare anche in condizioni di mare molto sfavorevoli e di poter continuare l'estrazione degli idrocarburi praticamente in ogni condizione climatica. Tuttavia questo è anche un limite perché, diversamente dalle piattaforme di perforazione, non possono essere spostate agevolmente in quanto ciò richiederebbe di smontarle completamente e riassemblarle in un altro sito nel momento dell'esaurimento del giacimento. Di norma occorrono tre anni per realizzare uno di questi impianti quindi una piattaforma di produzione rimane sempre nello stesso posto. Comunemente da un'unica piattaforma vengono realizzati più pozzi, molto spesso deviando da un pozzo principale. La moderna tecnologia di perforazione permette di realizzare pozzi con traiettorie non solo rettilinee e verticali, ma anche fortemente inclinate e con cambi di direzione, sino ad arrivare a pozzi con tratti orizzontali. Ultimamente le piattaforme non più produttive a causa dell'esaurimento dei giacimenti sono utilizzate in alcuni casi come stazioni meteorologiche o di ricerca.

### Classificazione delle piattaforme di produzione

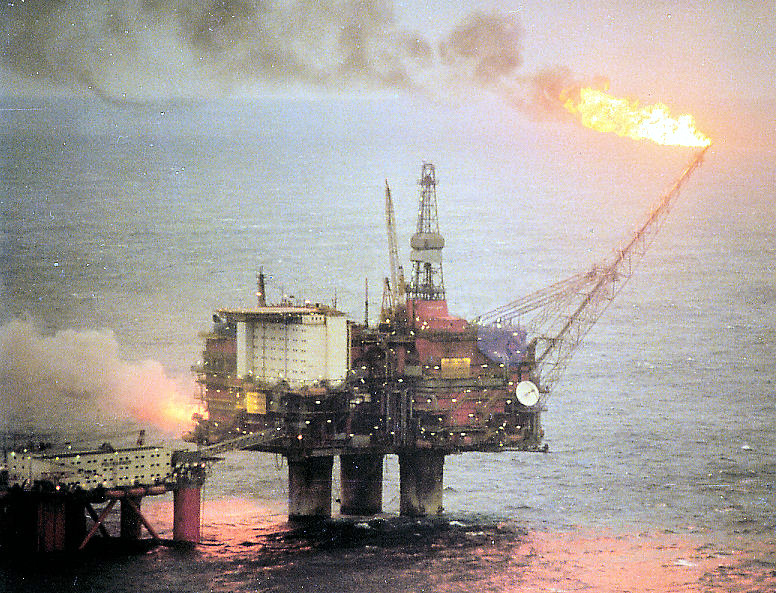
L'imponente piattaforma di produzione Statfjord alpha. Il peso dei piloni in calcestruzzo che affiorano dal mare, è tale che le consente di resistere alle onde e ai venti

Le piattaforme di produzione sono molto imponenti, ma non possono spostarsi o essere spostate. In sostanza ne esistono tre tipi: le fixed platform anche nella variante compliant tower, le tension-leg platform e le spar.
Le fixed platform altro non sono che un edificio, essenzialmente di metallo, poggiato su una struttura a travatura reticolare che poggia su una fondazione subacquea oppure è infissa nel fondale. Questa è la piattaforma più diffusa.
Le tension-leg sono in grado di galleggiare, ma non di spostarsi. Esse vengono tenute ferme da tiranti d'acciaio di grossa sezione che a loro volta sono connessi a fondazioni sottomarine di conglomerato cementizio armato.
Le spar, simili alle tension-leg platform, sono strutture galleggianti ancorate al fondale, ma differiscono per la forma.
Nonostante queste tre strutture siano le più diffuse, esiste un quarto tipo di piattaforma fissa definita piattaforma a gravità. Essa sfrutta gli stessi principi fatti per la costruzione delle dighe a gravità. Questi impianti sono poggiati su colonne enormi, realizzate in cemento armato, che partono dal fondo del mare e affiorano in superficie. Il peso proprio di queste strutture è talmente elevato che la piattaforma rimane stabile alla forza delle onde grazie al suo stesso peso che grava sul fondale. Questo tipo di impianto richiede studi molto complessi e risulta essere estremamente costoso, anche se efficace. È stato pensato per condizioni di mare decisamente avverse e per questo motivo questi impianti vengono ampiamente usati solo nel mare del Nord. La piattaforma a gravità più famosa è la piattaforma Statfjord.

## Contractor e client
A differenza di quello che si pensa generalmente, non tutte le piattaforme sono di proprietà delle compagnie petrolifere. Questo perché per ogni lavoro esistono società specializzate che hanno acquisito negli anni competenze specifiche nelle varie aree di lavoro e che operano nel campo del petrolio per conto terzi.
Raramente le piattaforme di perforazione appartengono alle compagnie petrolifere che si appoggiano a fornitori specializzati in questo tipo di attività. Questi fornitori sono detti contractor e sono società, generalmente quotate in borsa, che investono in mezzi di perforazione e li affittano alle compagnie petrolifere che li impiegano nella zona dei giacimenti. Oltre all'impianto, il contractor fornisce anche l'equipaggio, dal comandante ai marinai, oltreché naturalmente il team di operai che si occupa della perforazione e dei tecnici che li gestiscono. Vista la crescita di Paesi emergenti come Cina, India e Brasile, che rilanciano in continuazione la domanda di petrolio, i contractor hanno alzato notevolmente le tariffe dei loro mezzi.
Gli idrocarburi comunque non appartengono al contractor, ma al cliente, ossia alla compagnia petrolifera.

### Elenco dei principali contractor
- Transocean
- Diamond Offshore
- Ensco plc
- Saipem

### Elenco delle principali compagnie petrolifere
- Exxon Mobil
- Royal Dutch Shell
- British Petroleum
- Chevron Corporation
- Eni
- Total
- Equinor